# 소마항

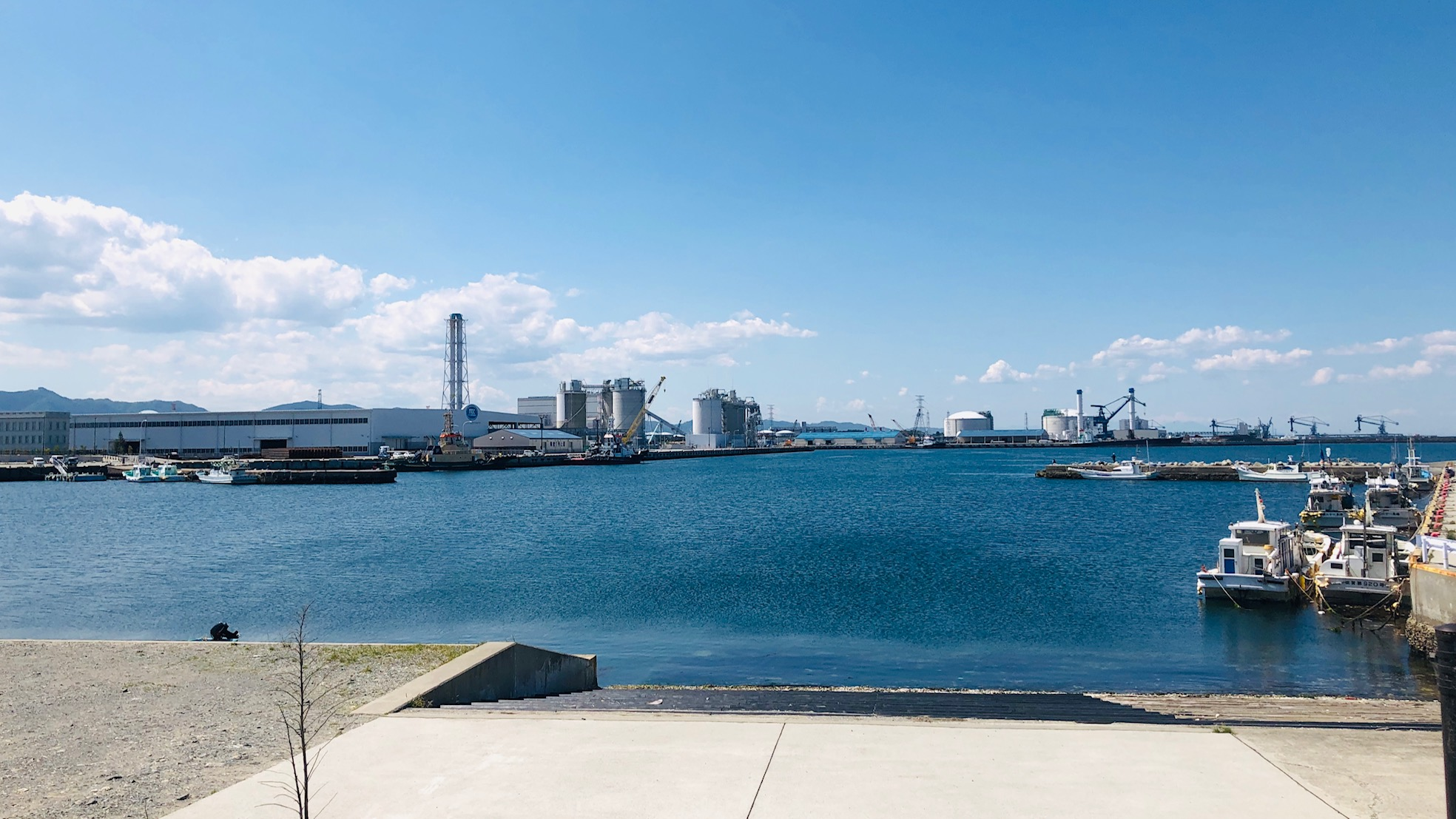
소마항

소마항(일본어: 相馬港 소마코[*])은 일본 후쿠시마현 소마시에 있는 항구이다. 후쿠시마현 북부와 미야기현 남부의 해상 물류 중심지이며 후쿠시마현 오나하마항 건설사무소에서 관리를 맡고 있다.

## 항구 현황
- 제1부두 - 항구 남쪽에서 남북으로 뻗어있는 부두. 시멘트류 취급중
- 제2부두 - 항구 중간에서 동쪽으로 뻗어있는 부두. 목재류 취급중
- 제3부두 - 항구 중간의 부두. 광산물 취급중
- 제5부두 - 항구 북쪽 끝에서 동서-남북 방향으로 있는 가장 큰 부두. 석유, 석탄류를 취급한다.

## 역사
- 1960년 1월 - 지방항만 '소마항'으로 지정
- 1970년 - 공용으로 개항
- 1974년 - 일본 중요항만으로 지정
- 1981년 - 일본 최초의 '에너지항만'으로 지정

## 같이 보기
- 마쓰카와우라 현립자연공원